# Marc Ouellet
Marc Armand Ouellet (a vegades el seu nom baptismal és citat com Joseph Armand Marc.) P.S.S. (8 de juny de 1944) és un cardenal canadenc de l'Església Catòlica. Actualment és el Prefecte de la Congregació per als Bisbes i és el president de la Comissió Pontifícia per l'Amèrica Llatina des del seu nomenament pel Papa Benet XVI el 30 de juny de 2010. Va ser elevat al Col·legi Cardenalici pel Papa Joan Pau II al consistori del 21 d'octubre de 2003. Ouellet va ser considerat com un candidat per succeir a Benet XVI, que havia dimitit el 28 de febrer de 2013.
Parla fluidament anglès, francès, castellà, portuguès, italià i alemany. És conegut per la seva tasca missionera a Amèrica del Sud.

## Biografia
Ouellet va néixer el 8 de juny de 1944 a una família catòlica de 8 fills a La Motte, Quebec. El seu pare, Pierre, era un granger autodidacta, i posteriorment va arribar a ser director-general del comitè d'escoles de la zona. El jove Ouellet assistia a missa a l'església de Sant Lluc (avui un centre comunitari) regularment amb la seva família. En retrospectiva, Ouellet ha descrit la seva família com a religiosa però no gaire devota. Els seus interessos d'infància incloïen la lectura, l'hoquei sobre gel, la cacera i la pesca. Un dels seus treballs d'estiu va ser com a bomber forestal. Mentre que es recuperava d'una lesió d'hoquei amb 17 anys, va llegir a Teresa de Lisieux i començà una recerca més enfocada del sentit. Pierre dubtava sobre el fet que el seu fill ingressés al presbiterat, però mentre encara era un adolescent Marc li digué que havia pres una decisió ferma. Va ser ordenat prevere el 1968 a l'església de Sant Lluc. Va ser nomenat vicari de l'església de Saint-Saveur a Val-d'Or. El 1970 marxà a Sud-amèrica per ensenyar a un seminari. El seu germà Paul Ouellet va ser trobat culpable de dues acusacions d'assalt sexual a dues noies menors.

### Professor i teòleg
Ouellet passà la major part de la seva carrera presbiteral com a professor i rector a seminaris. Va ser alumne de la Pontifícia Universitat de Sant Tomàs d'Aquino de Roma, on assolí una llicenciatura en filosofia el 1976; i després assolí el doctorat en teologia dogmàtica per la Pontifícia Universitat Gregoriana el 1982.

### Bisbe
Ouellet va ser nomenat arquebisbe titular d'Agropoli i secretari del Consell Pontifici per a la Promoció de la Unitat dels Cristians el 3 de març de 2001. El papa Joan Pau II el consagrà bisbe, amb els cardenals Angelo Sodano i Giovanni Battista Re actuant com a coconsagradors, el 19 de març del mateix any a la basílica de Sant Pere.
El 15 de novembre de 2002 va ser nomenat arquebisbe de Quebec i Primat del Canadà.

### Cardenal

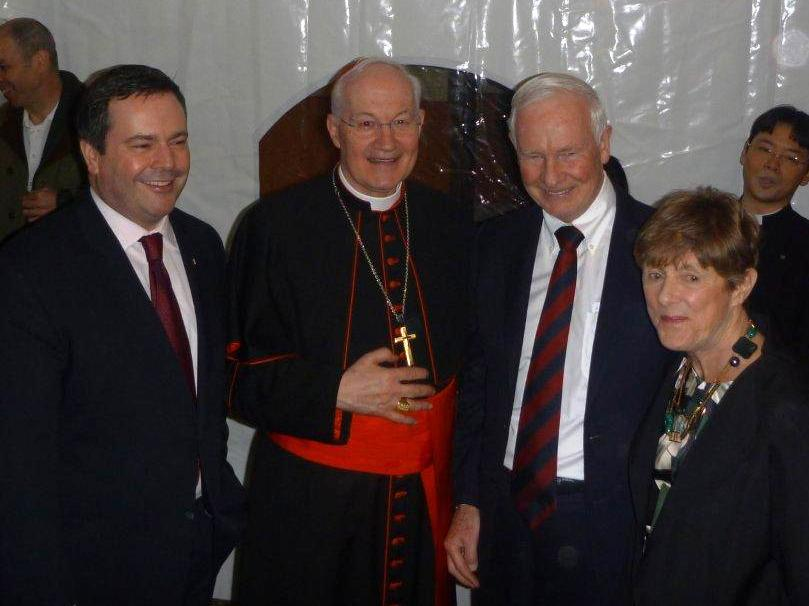
Marc Ouellet amb David Lloyd Johnston i Jason Kenney la nit abans de la inauguració papal del Papa Francesc

Va ser creat cardenal prevere de Santa Maria in Transpontina per Joan Pau II al consistori del 21 d'octubre de 2003.
Va ser un dels cardenals electors del conclave de 2005, i nombrosos observadors consideraven a Ouellet com un dels papabiles. Un informe diu que Ouellet hauria donat suport al cardenal Ratzinger, qui esdevingué el Papa Benet XVI. El cardenal Ouellet també participà en el conclave de 2013 que escollí el successor de Benet XVI, el Papa Francesc. El cardenal Ouellet podrà participar en qualsevol futur conclave que comenci abans del seu 80è aniversari, el 8 de juny del 2024.
El Congrés Internacional Eucarístic del 2008 va celebrar-se a la Ciutat de Quebec, coincidint amb el 400 aniversari de la fundació de la ciutat. El cardenal Ouellet va ser elegir registrador de la 12a Assemblea del Sínode de Bisbes Ordinària de Roma a inicis del 2008.
Al juny del 2011 el cardenal Ouellet obrí el camp a l'especulació sobre les seves possibilitats en un conclave potencia, afirmant que, per a ell, ser Papa «seria un malson». Ouellet afirmà que mentre «no es pot evitar que el món somií», veient el treball de Benet XVI de ben a prop fa que la possibilitat del Papat no sigui «gens envejable». Afegí que «és una responsabilitat que t'esclafa. És la mena de cosa per a la que no et presentes».
Parlant sobre el conclave que escollí el Papa Francesc el 13 de març de 2013, el cardenal Ouellet va ser preguntat pels mitjans suggerint si el seu nom havia aparegut als resultats més d'un cop.

### Cúria Romana
El cardenal Ouellet és actualment el prefecte de la Congregació per als Bisbes i el president de la Comissió Pontifícia per a l'Amèrica Llatina des del seu nomenament pel Papa Benet XVI el 30 de juny de 2010. Succeí a Giovanni Battista Re, quan aquest assolí l'edat límit.
A més, és membre de la Congregació pel Culte Diví i la Disciplina dels Sagraments, de la Congregació per a l'Educació Catòlica, de la Congregació per al Clergat, de la Consell pontifici per a la Cultura, del Comitè Pontifici per als Congressos Eucarístics Internacionals i de la Congregació de la doctrina de la Fe. Tots aquests nomenaments són per a 5 anys i són renovables. En residir a Roma, és convidat a assistir no només a les reunions plenàries d'aquests departaments, que se celebren anualment, sinó que també a les reunions ordinàries. Pren part a les reunions d'aquests cossos, celebrades a Rma. És també membre del Concili de Cardenals per a l'Estudi i Organització d'Afers Econòmics de la Santa Seu. El 5 de gener de 2011 va ser nomenat entre els 5 primers membres de la nou creat Consell Pontifici per a la Promoció de la Nova Evangelització. El 29 de gener de 2011, el cardenal Ouellet va ser nomenat pel Papa Benet XVI com a membre de la Secretaria d'Estat (segona secció). El 6 d'abril de 2011 va ser nomenat membre del Consell Pontifici per als Textos Legislatius pel Papa Benet.
El 7 de març de 2012 va ser nomenat membre de la Congregació per a les Esglésies Orientals; sent confirmat al càrrec pel Papa Francesc el 19 de febrer de 2014, en expirar el seu termini de 5 anys.

## Opinions

### Teologia
Ouellet està associat amb Communio, un diari de teologia creat per catòlics després del Concili Vaticà II, i amb Hans Urs von Balthasar, un famós teòleg suís.

### Les arrels cristianes d'Europa
Al febrer de 2011, el cardenal Ouellet va dir que la relativització de la Bíblia, que nega el valor de la Paraula de Déu, constitueix una crisi genuïna que és tant interna com externa a l'Església. Afirmà que «en les darreres dècades, una profunda crisi remou els fonaments de la cultura europea. Una nova raison d'etat imposa la seva llei i intenta relegar les arrels cristianes d'Europa a un segon pla. Semblaria que, en nom del secularisme, la Bíblia ha de ser relativitzada, que s'ha de dissoldre en un pluralisme religiós i desaparèixer com a referència cultural normativa.»

### Interpretacions del Concili Vaticà II
Ouellet creu que molts catòlics interpreten els ensenyaments del Concili Vaticà II d'una manera massa liberal i desconnectant del nucli de la seva fe. El relativisme fa que els preveres abandonin el celibat, una caiguda en l'educació religiosa, i una infusió general de polítics d'esquerra, la qual cosa no era la intenció del Concili. Ouellet afirmà «Després del Concili, el sentit de missió va ser substituït per la idea de diàleg. Que havíem de dialogar amb les altres fes i no intentar portar-les cap als Evangelis per convertir-los. Des de llavors, el relativisme ha estat desenvolupant-se més àmpliament.»

### Aproximació pastoral
Un informe del National Catholic Reporter anticipant l'elecció papal del 2005 situava a Ouellet entre els 20 possibles papes. «La gent que ha treballat amb Ouellet», deia l'informe, «el descriuen com a amigable, humil i flexible, i un home que no és captiu del seu sistema intel·lectual que l'incapaciti per escoltar els altres.»

### Educació catòlica
Ouellet ha estat molt crític amb el curs d'Ètica i cultura religiosa del ministeri d'educació del Quebec, afirmant que relativitzava el paper de la fe en l'àmbit de la religió i la cultura.

### Persecució de l'Església
Ouellet ha afirmat que l'Església Catòlica és perseguida al Quebec per dir la veritat.

### Disculpes públiques
En una carta publicada als diaris en llengua francesa del Quebec el 21 de novembre de 2007, el cardenal Ouellet es va disculpar públicament pel que va descriure com "errors" passats de l'Església Catòlica Romana al Quebec. Entre els errors que va escriure sobre les actituds eren, abans de 1960, que va promoure «"l'antisemitisme, el racisme, la indiferència vers les Primeres Nacions i la discriminació contra les dones i els homosexuals.»
Un dels predecessors d'Ouellet, Jean-Marie-Rodrigue Villeneuve, que va servir com a arquebisbe de Quebec entre 1931 i 1947, s'oposà a la llibertat de premsa, de pensament i de religió, i creia que concedir a les dones el dret a votar tindria efectes desastrosos en la unitat familiar i l'autoritat paternal. Villeneuve també veia que vestir amb pantalons curts era una ofensa a la decència cristiana.
Ouellet va afirmar que la seva carta va ser escrita en resposta a la reacció del públic a la declaració que va presentar a la Comissió Bouchard-Taylor, i que es va inspirar en una carta similar emesa en 2000 pel Papa Joan Pau II.

### Avortament
En un míting pro-vida el 2010, Ouellet va dir que les dones que s'havien quedat embarassades per una violació se'ls ha de negar l'avortament, dient: «Ja hi ha una víctima. Hauríem d'estar fent una altra?»
Al maig de 2010 Ouellet confirmà els seus comentaris dient que l'avortament és injustificable, fins i tot en el cas de violació, i va instar el govern federal per ajudar les dones embarassades mantenen el seu fill. Va dir que «Els governs estan finançant clíniques d'avortament. Voldria equitat per a les organitzacions que defensen també la vida. Si tenim l'equitat en el finançament d'aquests casos per ajudar les dones, crec que faríem un munt d'avenços al Canadà.»
Havent estat aplaudit pel primer ministre Stephen Harper per la seva postura en contra del finançament d'avortaments en el món en desenvolupament, va afegir: «Si ells no volen finançar l'avortament a l'estranger i no porten a casa més ajuda a les dones per mantenir als seus fills, crec que són incoherents.»

### L'homosexualitat
Ouellet va testificar davant del Senat del Canadà, instant els senadors a votar en contra de la legalització del matrimoni entre persones del mateix sexe, referint-se a ell com un "pseudo-matrimoni, una ficció."

### Metodologia de selecció dels bisbes
Com prefecte de la Congregació dels Bisbes, Ouellet té un paper primordial en la selecció dels nous arquebisbes i bisbes de tot el món. Els bisbes nomenats durant el seu mandat en general són vistos com a teòlegs i defensors de la fe. Entre els bisbes nomenats durant el seu mandat són Angelo Scola, Charles J. Chaput, Luis Antonio Tagle o Charles Morerod.
Ouellet afirma: «Avui dia, especialment en el context de les nostres societats secularitzades, necessitem bisbes que siguin els primers evangelitzadors, i no mers administradors de les diòcesis; que siguin capaços d'anunciar l'Evangeli, que no només siguin teològicament fidels al magisteri i al Papa, sinó també que siguin capaços d'exposar i, si cal, de defensar la fe pública.» També va advertir que si un sacerdot o un bisbe aspira i maniobra per ser promogut a una diòcesi important, «és millor que es quedi allà on és.»

## Honors
Gran Prior pel Canadà-Quebec de l'orde del Sant Sepulcre de Jerusalem – del 15 de novembre de 2010 al 30 de juny de 2010
 Gran Creu de l'orde de Vasco Núñez de Balboa (Panamá)